# パブロ・ラリオス
パブロ・ラリオス・イワサキ（Pablo Larios Iwasaki, 1960年7月31日 - 2019年1月31日）は、メキシコ出身のサッカー選手、サッカー指導者。ポジションはゴールキーパー。父方の祖先はスペイン系、母方は日系である。
1983年3月15日にA代表デビュー。1986年に地元で行われたメキシコW杯では守護神として全5試合に出場しメキシコ代表史上最高のベスト8進出に貢献した。引退後はサッカー指導者の道へ進み、2006年のドイツW杯ではGKコーチとしてメキシコ代表に帯同した。
2019年1月31日、腸閉塞のため、プエブラ市の病院に搬送され、そのまま死去した。58歳没。

## 所属クラブ
- CDサカテペク 1980-1984
- クルス・アスル 1984-1989
- プエブラFC 1989-1994
- トロス・ネサ 1994-1997
- ウニオン・サカテペク 1997
- トロス・ネサ 1998-1999

## 代表歴
- メキシコ代表

1986 メキシコW杯（ベスト8、5試合0得点）
1991 CONCACAFゴールドカップ（3位、2試合0得点）